# Dodger Stadium
Dodger Stadium is het honkbalstadion van de Los Angeles Dodgers.
Dodger Stadium opende zijn deuren op 10 april 1962. Het stadion staat in de stad Los Angeles in de staat Californië. Het stadion heeft de bijnaam Chávez Ravine. De jaarlijkse Major League Baseball All-Star Game werd er in 1980 gehouden. Ook in 2020 zal de All-Star Game hier worden gehouden. In 2009 en 2017 werden de finalewedstrijden (halve- en finale) van de tweede editie en vierde editie    van de World Baseball Classic in het stadion gespeeld. De capaciteit van het stadion is 56.000 toeschouwers.

## Bespelers van Dodger Stadium
- Los Angeles Dodgers (1962 - heden)
- Los Angeles/California Angels (1962 - 1965)

## Feiten
- Geopend: 10 april 1962
- Ondergrond: gras
- Constructiekosten: 23 miljoen US$
- Architect: Captain Emil Praeger
- Capaciteit: 56.000